# Голубцов, Иван Александрович
Ива́н Алекса́ндрович Голубцо́в (8 [20] сентября 1887, Сергиев Посад — 4 ноября 1966, Москва) — русский советский историк, доктор исторических наук (1963), картограф.

## Семья
Родился в семье специалиста в области церковной археологии и литургики Александра Петровича Голубцова и его жены Ольги Сергеевны, урождённой Смирновой, дочери ректора Московской духовной академии. Был старшим сыном в семье, в которой ещё было девять детей, в их числе ставшие священниками Николай и Серафим, а также Павел, постриженный в монашество и ставший затем архиепископом Сергием.
Жена — Татьяна Алексеевна (1899—1982), урождённая Смысловская, внучка генерала Н. Н. Малахова; архивист. Дети — Ольга и Елена.

## Образование
Окончил Сергиево-Посадскую мужскую гимназию (1905; с золотой медалью) и историко-филологический факультет Московского университета (1910; тема выпускной работы: «Повинности крепостных крестьян в великороссийских губерниях в первой половине XIX века»). Ученик В. О. Ключевского, Ю. В. Готье, М. М. Богословского. Был оставлен при университете для подготовки к профессорскому званию.

## Научная, педагогическая и общественная деятельность
Преподавал русскую историю на Высших женских юридических курсах Полторацкой в Москве, вёл занятия по русской и зарубежной истории в Московской женской гимназии М. В. Приклонской. 
В 1915 году опубликовал статью «Челобитная выезжего из Польши б. русского тайного агента И. К. Любицкого 1687 г.».
В 1912-1917 гг. служил внештатных сотрудником МАМИД, работая по поручению С.А.Белокурова над составлением «Описи личной библиотеки академика Е.Е.Голубинского со включением всех заметок, сделанных им на книгах». В 1917 г. работа была прервана.
Во время Первой мировой войны в 1916 году поступил на военную службу, окончил ускоренный курс Московского Александровского военного училища, был произведён в прапорщики, служил в 29-м пехотном полку, расквартированном в Сергиевом Посаде. После Февральской революции 1917 года активно участвовал в общественно-политической деятельности: был товарищем председателя распорядительного комитета в Сергиевом Посаде, редактором «Известий Распорядительного Комитета», председателем комитета своего Вифанско-Красюковского района, гласным Сергиево-Посадской городской думы. После прихода к власти большевиков в начале 1918 года был избран секретарём, а вскоре председателем Совета приходских советов, созданного для организации охраны имущества лавры и храмов от возможных грабежей.
С 1918 года вновь преподавал на Высших женских курсах и работал в Главархиве, занимался спасением архивных документов. В 1919—1921 гг. преподавал русскую историю, в 1921—1925 — дипломатику на факультете общественных наук Московского университета. В 1922—1925 гг. преподавал архивоведение, в 1925—1930 гг. — чтение древних рукописей на архивных курсах Центрархива. Одновременно работал в архиве Красной армии, Архиве народного хозяйства, культуры и быта; с 1927 года — старший архивист-консультант Управления Центрархива РСФСР. Продолжал заниматься исследовательской деятельностью, опубликовал работу «Измена Нагих» («Учёные Записки Института Истории РАНИОН». — 1929, IV кн.).
В сентябре 1930 года был арестован по «делу историков», приговорён к трём годам ссылки, которую отбывал в Коми-Пермяцком округе, где работал счетоводом, статистиком-экономистом, управляющим делами Кудымкарского леспромхоза. После возвращения из ссылки в 1933 году был вынужден жить в Кашире, где работал в бюро транскрипции НКВД. В 1937 году вернулся в Москву, вёл картографические договорные работы по историческим картам (1937—1946 гг.). Пример карты составленной Голубцовым для книги «История Москвы» — план-схема московского Кремля 1670-х годов.

По словам известного учёного-историка Я. Н. Щапова: 

С именем И. А. Голубцова связан определённый переломный этап в развитии советской исторической картографии. Ивану Александровичу принадлежит несколько сотен исторических карт, изданных отдельно, в составе атласов, школьных и вузовских учебников, монографий и статей, начиная с древнейшего археологического прошлого СССР и кончая современностью…

Позднее работал в Институте истории АН СССР, занимался подготовкой трёхтомного капитального издания «Актов Северо-Восточной Руси конца XIV—XVI века», в 1949 опубликовал «Аннотированный указатель к изданию т. н. Московского летописного свода конца XV-ro века». Был членом Географического общества СССР и Археографической комиссии АН СССР.
В 1963 году защитил кандидатскую диссертацию «Вопросы исторической географии, архивоведения, археографии и источниковедения», однако по предложению В. К. Яцунского был удостоен степени доктора исторических наук «по совокупности научных работ».

## Научные публикации
- Голубцов И. А. «Измена» Нагих // Учёные записки Института истории РАНИОН. 1929. Кн. 4.
- Голубцов И. А. «Измена» смольнян при Борисе Годунове и «Извет» старца Варлаама // Учёные записки Института истории РАНИОН. 1929. Кн. 5.
- Голубцов И. А. Пути сообщения в бывших землях Новгорода Великого в XVI—XVII веках и отражение их на русской карте XVII века // Вопросы географии. Сб. 20. Историческая география СССР. — М., 1950.
- Голубцов И. А. Чертеж русским и шведским городам середины XVII века // Вопросы географии. Сб. 20. — М., 1950. С. 286—294 (чертеж напечатан между стр. 288 и 289).
- Голубцов И. А. К истории податной реформы 1679–1681 гг. // Исторический архив. 1959. № 5.
- Голубцов И. А. О термине «склавины» // Проблемы общественно-политической истории России и славянских стран. М., 1963.
- Голубцов И. А. О месте Ледового побоища 1242 г. // История СССР. 1966. № 3.